# Theridion maron
Theridion maron är en spindelart som beskrevs av Claude Lévi 1963. Theridion maron ingår i släktet Theridion och familjen klotspindlar.
Artens utbredningsområde är Paraguay. Inga underarter finns listade i Catalogue of Life.